# 자딘 매시선
자딘 매시선(Jardine Matheson Holdings Limited, 怡和控股 有限公司)는 홍콩에 본사(등기 상의 본사는 버뮤다 해밀턴)를 두고 있는 영국계 기업 그룹으로 지주회사이다. 미국 잡지 《포춘지》 세계 기업 순위 상위 500대 기업 순위 ‘포춘 글로벌 500’(2009년도 판)에서는 세계 411위를 기록했다. 설립 170년이 지난 오늘 날에도 아시아를 기반으로 세계 최대의 국제 대기업(재벌)으로 영향력을 가지고 있다.

## 개요
전신은 영국 동인도 회사로 원래는 무역 상사였다. 1832년, 스코틀랜드 출신의 영국 동인도 회사의 쉽 닥터로 무역상인 윌리엄 자딘과 제임스 매시선을 통해 중국의 광저우(沙面島)에 설립되었다. 중국 이름은 ‘이화양행’으로 당시 광저우는 광동성 지배 체제 하에 유럽 상인에게 개방된 유일한 무역항이었다. (윌리엄 자딘과 제임스 매시선은 진순신의 소설 ‘아편 전쟁’에서 중요한 캐릭터로 등장하고 있다.)
설립 당초의 주요 업무는 아편 밀수와 차를 영국에 수출하는 것이었다. 홍콩상하이은행(HSBC)은 자딘 매시선이 홍콩에서 벌어들인 자금을 영국 본국에 송금하기 위해 설립된 은행이다.
청나라와 영국 사이에서 1840년부터 2년간에 걸쳐 진행된 아편 전쟁에 깊이 관련되어 있었다. 아편 수입을 규제하려는 청나라 조정과 영국의 분쟁이 발생했을 당시 아편상인 중 하나였던 자딘 매시선 상회의 로비활동을 통해 영국 본국 의회는 9표라는 근소한 차이로 군대 파견을 결정했다.

## 중국의 역사

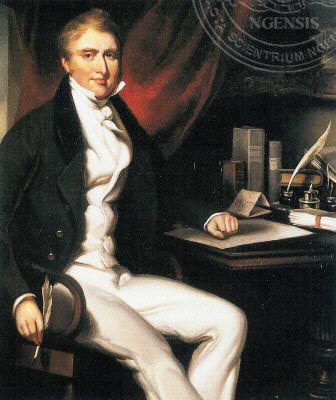
창업자 중 한 사람인 윌리엄 자딘

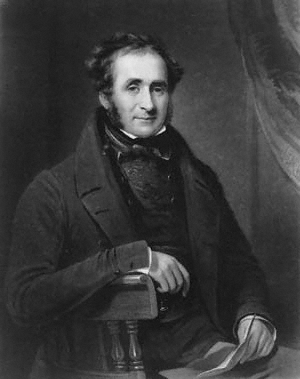
창업자 제임스 매시선

1841년에 대영제국의 식민지 홍콩(1842년 난징조약으로 정식으로 이양)에 본사를 이전했다.
1842년에는 중국 이름을 기존의 ‘자디안’(渣甸, 자딘의 독음) 양행에서 ‘이화양행’(怡和洋行)으로 변경했다. 유래는 광동십삼행 중 하나로 서양에도 유명했던 ‘이화행’(怡和行)에서 유래되었다.
중국에서의 거점은 1844년에 상하이 공동 조계, 와이탄의 중산 동일로 27호에 옮겨 ‘이화양행 대누각’(자딘 매시선 빌딩)이라고 명명했다. 당시 이곳의 지번은 1호였으며, 자딘 매시선이 먼저 와이탄에서 토지를 획득했다. (현재는 와이마오 다루(外貿大樓)로 상하이 대외무역공사와 상하이 외무국 등이 입주해 있다.)
1867년부터 톈진 사무소를 개설하고 화북에서 해운업을 시작했다. 이 무렵 당팅슈(唐廷枢, 후에 이홍장 휘하에서 양무운동을 추진)가 판매책임자로 금전관리, 물자의 구매, 해운의 개설 등을 담당하고 있었다. 이후 사업 규모가 확대되어, 1881년에 톈진 지점으로 격상되었다. 1921년 사옥 ‘톈진 자딘 매시선 빌딩’을 영국 조계지의 빅토리아 리야로 (현재의 해방북로 157호)에 건설했다.
1881년, 이후 홍콩의 억만장자가 되는 하둥(로버트 호퉁 경)이 자딘 매시선 상회에 입사하여 총판 중국 총경리를 역임한다.
칭다오, 광저우, 산터우, 푸저우, 창사, 쿤밍, 샤먼, 베이징, 전장, 난징, 우후, 주장, 이창, 창사, 충칭 등 중국 각지에 현지사무소를 개설하게 된다. 상하이, 톈진을 제외하고 한커우(현재 우한시의 일부)가 가장 큰 회사였다.
1949년, 중화인민공화국 건국 후 본사를 홍콩으로 옮긴다. 중국 대륙의 지점망은 모두 1954년에 접수되어 폐쇄되고 2000만 달러의 손실을 입게 된다.
제5대 당주 존 케직은 1963년에 ‘영중무역협회’(SBTC) 회장에 취임(~1973년)하고 공산주의 국가가 된 중국과의 무역 재개에 힘을 쏟았다. 1972년에 영국과의 외교 관계가 완전히 정상화되어 1973년에 주은래 총리와 베이징에서 회담을 가지게 된다. 영국 산업기술 전시회도 개최되어 주은래도 시찰 방문을 한다.
홍콩이 중국에 반환될 때까지 영국 식민지 자본인 자딘 매시선의 임원이나 간부들이 영국식민지 홍콩 행정국(현재의 행정회의)의 비관수(관직) 의원으로 참여, 영국령 홍콩의 정책에 영향력을 행사하고 있었다.

## 일본
1859년(안세이 6년), 상하이 지점에 있던 영국인 윌리엄 케직(윌리엄 자딘의 누나 아들)이 요코하마(구 야마시타 초 거류지 1번관, 현 야마시타 초 1번지)에 ‘자딘 매시선 상회’ 요코하마 지점을 설립했다. 일본에 진출한 외자 제1호로 알려져 있다. 이후 요시다 시게루의 양부 요시다 겐조가 한때 회사 요코하마 지점장으로 근무한 적이 있다.
카지마 건설에 의해 건설된 요코하마 최초의 외국 길드사무소인 사옥은 지역민들로부터 ‘영일번관’(英一番館)이라고 불렸다. 빌딩 부지에는 현재 실크 센터(국제무역관광 회관)가 세워져 있다.
1863년(분큐 3년), 윌리엄 케직은 이노우에 가오루, 엔도 긴스케, 야마오 요조, 이노우에 마사루, 이토 히로부미 다섯 명의 조슈오걸의 영국 유학을 지원한다. 그들의 영국 생활은 제임스 매시선의 조카 휴 매시선(자딘 매시선 상회 런던 사장)이 처리했다.
한편 나가사키에서도 1859년 9월 19일(안세이 6년)에 에도 막부 말기 메이지 시대의 중요한 인물인 토머스 블레이크 글로버가 ‘자딘 매시선 상회’ 나가사키 대리인으로 ‘글로버 상회’를 설립했다. 현재는 글로버 가든으로 공개되어 있다. 글로버는 고다이 토모아쓰(사쓰마번), 사카모토 료마(가이엔타이), 이와사키 야타로(미쓰비시 재벌) 등을 지원했다.
그 밖에 고베, 오사카, 하코다테에도 대리점을 뒀다.

## 현재
자딘 매시선 그룹은 윌리엄 자딘 사후 조카인 윌리엄 케직의 자손에 의해 운영되었으며, 그 영향력은 지금도 건재하다. 지금도 국제복합기업으로 홍콩을 중심으로 중국, 싱가포르, 미국, 유럽, 호주, 중동, 아프리카 일부에서 활발하게 활동을 하고 있으며, 홍콩에서 홍콩행정청에 이어 두 번째로 많은 취업자 수를 자랑하고 있다.
코즈웨이 베이 등 홍콩의 주요 토지의 대부분은 19세기 전반에 영국 식민지 정부에 의해 자딘 매시선으로 불하되었기 때문에 홍콩의 랜드 마크인 ‘자딘다리’(Jardine's Bridge), 우디첸 가(Matheson Street), 자뎬 가(Jardine's Bazaar), 자뎬방(渣甸坊, Jardine 's Crescent), 자뎬산(渣甸山, Jardine 's Lookout)이나 ‘이화 가’(Yee Wo Street)라는 사명(중국어 표기는 이화양행)과 창업자(자딘이라는 이름을 중국어로 표기한 渣甸)에서 연유된 이름이 붙은 것이 많다.
19세기부터 20세기에 걸쳐 여러 차례의 내부 개혁을 실시했으나, 1947년에 비밀 트러스트에 의해 일족 경영이 강화되었다. 오랫동안 영국계에 의한 경영이 이어져 왔지만, 1980년에 청쿵그룹을 이끄는 리자청이 적대적 M&A를 시도하여 지분율이 30%에 달해 최대 주주가 된 적도 있다. 그 후, 리자청은 자딘 매시선 사의 계열사인 홍콩랜드에 지분을 매각했다.
1984년, 등기부 상의 본사를 조세피난처로 유명한 버뮤다 해밀턴으로 이전했다. (본사는 홍콩 자딘하우스)
1988년, 지주회사 제도를 도입하여, 계열사를 포함한 대폭적인 개편을 실시했다. 케직 가문이 런던의 지주 회사를 지배하고, 런던 증권거래소와 싱가포르 증권거래소에 상장했다. 현재 지주 회사의 회장(별칭: 大班)은 케직 가문의 6대 당주인 헨리 케직이며, 형제인 사이먼 케직(Kwik Save 사의 전 대표)이 제7대 당주가 될 예정이다. 회사의 조직 구조는 거의 완전히 바뀌었지만, 윌리엄 자딘 일족이 비밀 트러스트와 공동 주주들이 복잡하게 주식을 상호 교차 보유하여 기업 지배를 계속하고 있다.
최근에는 만다린 오리엔탈 호텔 등의 경영 알려져 있다.